# August Götze
August Ludwig Götze (* 30. Januar 1814 in Glauchau; † 26. November 1881 in Chemnitz) war ein deutscher Kaufmann, Unternehmer und Kommunalpolitiker.

## Biografie
August Götze wurde als Sohn eines Webermeisters bereits früh mit dem Textilgewerbe vertraut. Nach seiner Schulzeit in Glauchau trat er in einem Naumburger Schnittwarengeschäft eine drei Jahre dauernde kaufmännische Lehre an, bevor er seine erste Anstellung in der Chemnitzer Maschinenfabrik Wiede fand.
1839 wurde August Götze Teilhaber der Maschinenfabrik von Richard Hartmann, wobei Hartmann für die Technik und Götze für das Kaufmännische verantwortlich war. Anfang 1842 gründete er – nach der Trennung von Hartmann – die Maschinenfabrik Götze & Comp. Die Fabrik befand sich an der Zwickauer Straße und stellte Maschinen für die Textilindustrie sowie Dampfmaschinen und Turbinen her. Als er 1856 aus der Geschäftsführung ausschied, übertrug er seine Anteile seinen Schwägern Theodor und Ernst Wiede.
Götze gründete verschiedene Aktiengesellschaften, so 1855 die Gemeinnützige Baugesellschaft und die Chemnitz-Stollberger Eisenbahn, 1856 das Eisenbahnkomitee Dresden-Freiberg-Chemnitz, 1857 die Aktienspinnerei und 1861 die Chemnitz-Würschnitzer Eisenbahn. Er erwarb sich als kaufmännischer Direktor der Aktienspinnerei Verdienste.
1848 gehörte er zu den Abgeordneten der Zweiten Kammer des Sächsischen Landtags und war Mitglied der Kommission zur Erörterung der Gewerbe- und Arbeitsverhältnisse. Die Chemnitzer Stadtverordneten wählten ihn 1852 zum unbesoldeten Stadtrat, dieses Mandat übte er bis 1856 aus. Von 1870 bis 1872 wirkte er als Stadtverordneter in Chemnitz. Nach Götzes Plänen entstanden sowohl die Anlagen des Schillerplatzes als auch die städtische Wasserleitung. Er revidierte gemeinsam mit dem Stadtrat Robert Zipper die Chemnitzer Straßennamen und beteiligte sich an der Finanzierung des St.-Georg-Hospitals, an der Förderung der Handelsschule und der Errichtung des Stadtbads.
Götze ließ sich 1862 in der direkten Nachbarschaft seines Unternehmens eine Villa erbauen (heute Dresdner Straße 18).

## Ehrungen
In Anerkennung seiner Verdienste wurde ihm der Ehrentitel eines (königlich sächsischen) Kommerzienrats verliehen, außerdem wirkte er als Handelsrichter.